# Neotanypeza ochrifemur
Neotanypeza ochrifemur är en tvåvingeart som först beskrevs av Günther Enderlein 1936.  Neotanypeza ochrifemur ingår i släktet Neotanypeza och familjen långbensflugor. Inga underarter finns listade i Catalogue of Life.